# Charlie a tajuplná truhlička
Charlie a tajuplná truhlička (v originále Midnight for Charlie Bone) je I. díl příběhu Charlie od Jenny Nimmo.

## Děj
Charlie je obyčejný a ochranářský chlapec.
Na narozeniny kamaráda Benjamina vyfotí jeho psa a foto pošle vyvolat.
Když se Charlieho matka vrátí domů tak přinese podivnou fotografii a mužem a dítětem.
Charlie se na fotografii podívá a zjistí že dokáže mluvit s obrazy.
Poté dojde vyměnit fotografii s jistou slečnou Tingltanglovou a ta mu prozradí děsivé tajemství: Dítě na fotografii bylo zaprodáno doktoru Bludovi a zlému Ezeichelovi za truhlu kterou nikdo nedokáže otevřít. Zaprodal ho vlastní otec, vědec Cink.
Dá mu tu truhlu  a kovového psa který dokáže mluvit.
Doma na charlieho čekají hnusné pratety které ho lstí donutí se dostat do Bludovy Akademie pro zvláště nadané děti.
V akademii spolu s houslistou Fideliem Flintou potkává nové kamarády: Olivii, Tankreda, Sandra a Billiho sirotka z akademie.
Při setkání s jinými obdařenými dětmi si všimne podivné dívky Emilie, dcery Měsíčných ale všichni myslí že patří Akademii.
Charlie studuje do té doby něž mu Fidelio poví že pes kterého Charlie dostal, mu řekl příběh.
V příběhu se dozvídá že Cinkova dcera byla zhypnotizována a že výměny hořce lituje. Pes Charliemu také poví, že klíč k zachránění Cinkovy dcery je tajuplná truhla ve které je ukryt rytíř z Toleda a zvláštní zvuk katedrál. Pes také povídá o muži který se Bludovým postavil a ztratil duši.To Charlieho přivede k myšlence o svém ztraceném otci který však nezemřel.
Od té chvíle probíhá záchranná akce a to sice dostat Emilii až k Flintův kde jí musí probudit a říct jí kdo je. Ovšem k truhle nemají klíč.